# Basanti Kumal Chaudhari
Basanti Kumal Chaudhari (tiếng Nepal: बसन्ती कुमाल चौधरी) là một vận động viên người Nepal đã thiết lập kỷ lục quốc gia trong ném lao tại Thế vận hội quốc gia Nepal lần thứ 5 tổ chức tại Kathmandu.